# Emeryville
Emeryville är en stad (city) i Alameda County i Kalifornien, USA, inkorporerad 1896. Den ligger mellan Berkeley och Oakland vid San Francisco Bay i San Francisco Bay Area och har 10 080 invånare (2010). Emeryville har en järnvägsstation som fungerar som slutstation för persontrafik bland annat från Chicago (järnvägslinjen California Zephyr). Bussförbindelser med bl.a. San Francisco.
Huvudkontoret för Pixar Animation Studios ligger i Emeryville.